# 주황할미새사촌
주황할미새사촌(Pericrocotus flammeus)은 할미새사촌과의 한 종이다. 주로 스리랑카와 인도 서부 해안에서 서식한다. 자연 서식지는 온대림, 열대·아열대 습윤활엽수림, 아열대 혹은 열대의 습한 산지림 지대이다. 과거 주홍할미새사촌의 아종으로 간주되었던 바가 있다.

## 특징
주황할미새사촌의 몸 길이는 약 17.5~20.5 cm이다. 수컷의 머리 부분과 등 부분은 검은색이고, 가슴과 배는 진한 주황색이다. 날개는 검은색과 진한 주황색 깃으로 이루어져 있다. 암컷의 경우 머리꼭대기, 뒷머리, 등, 눈선 등은 회색이다. 또 이마와 가슴, 배 등은 노란색이다. 날개는 회색과 노란색 깃으로 이루어져 있다.

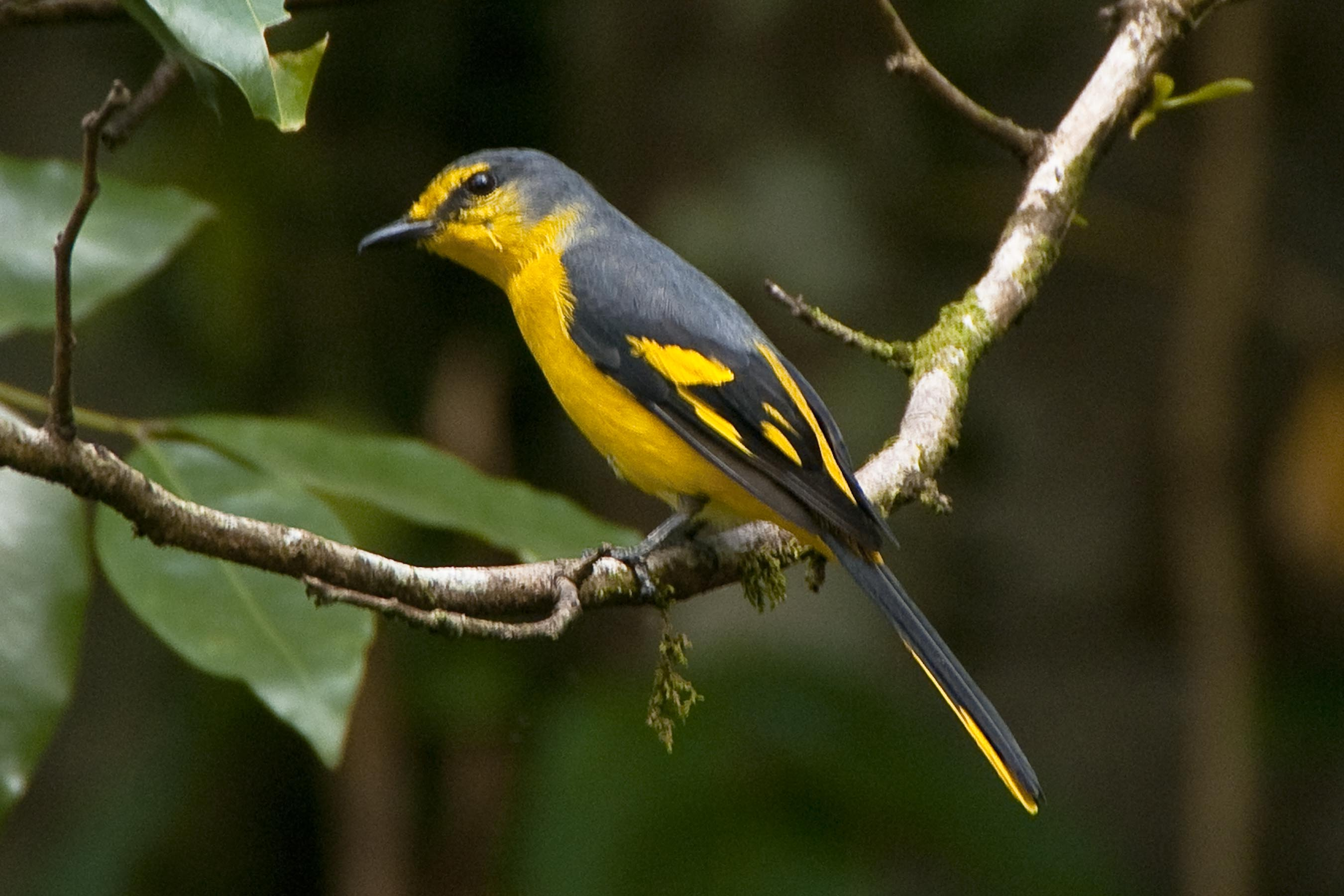
스리랑카의 암컷
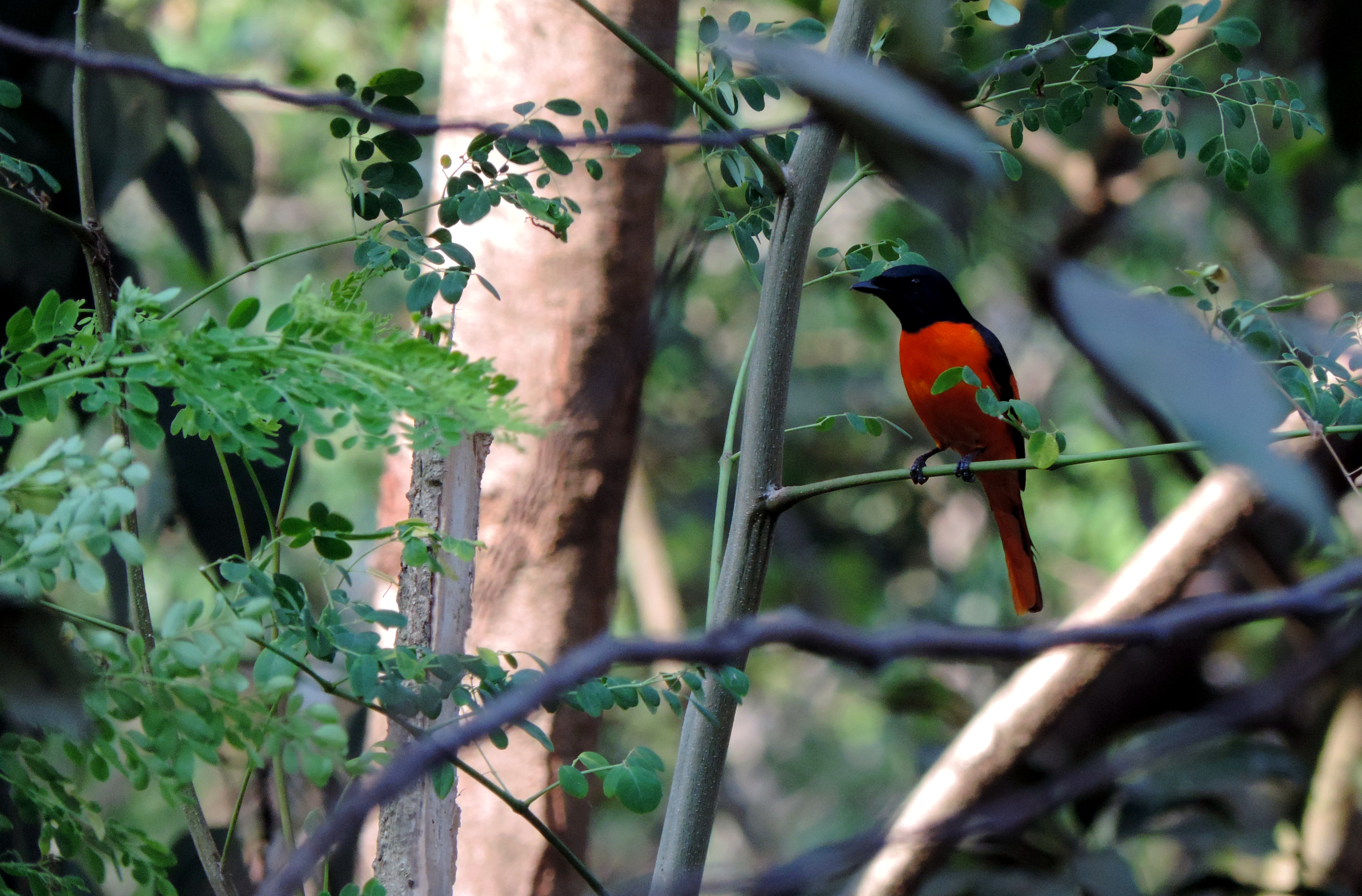
수컷
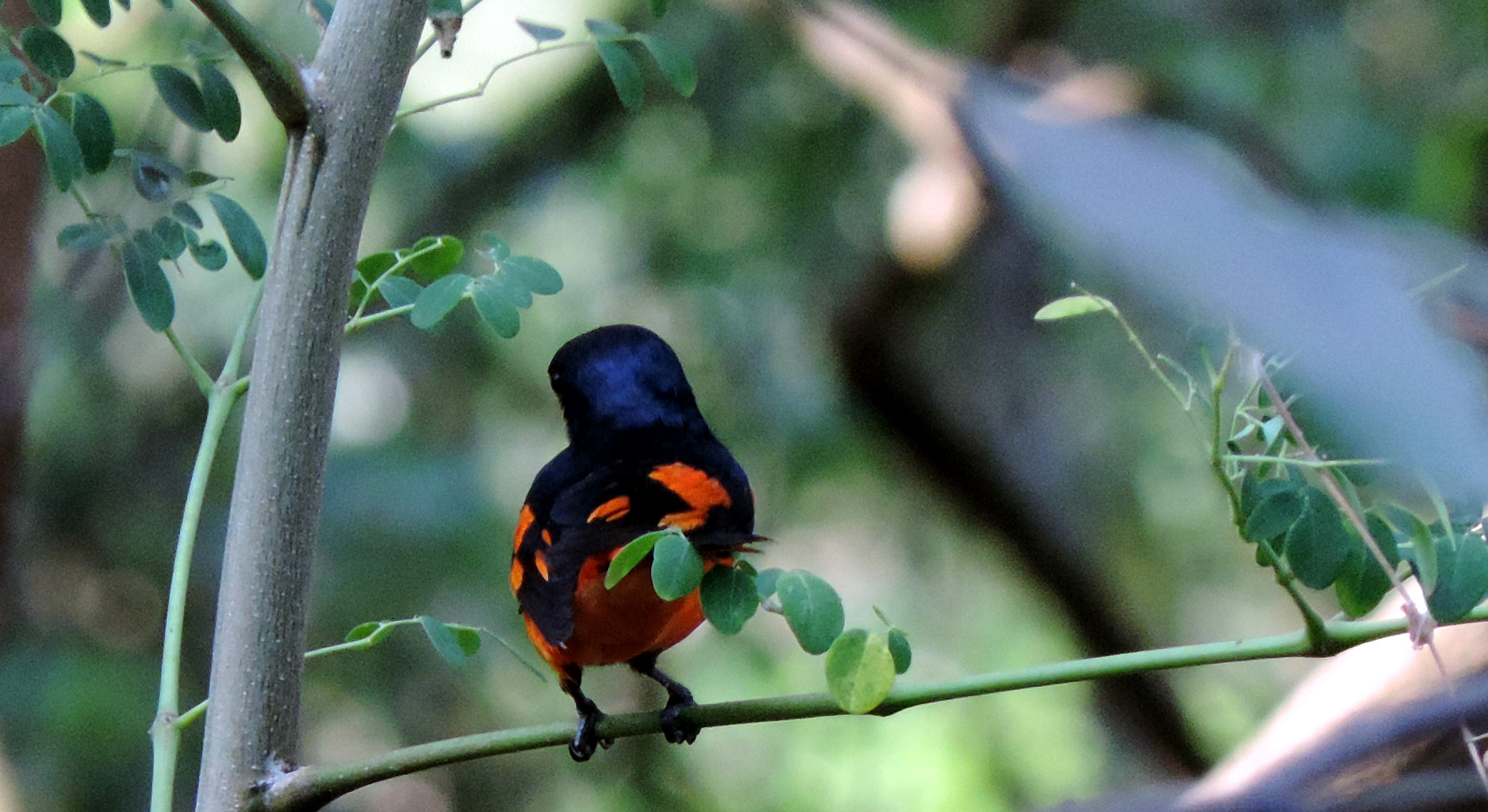
수컷